# Bombast
Bombast is een gekunstelde manier van spreken of schrijven. Het is te herkennen aan veel 'grote woorden' terwijl er het onderwerp alledaags is. Verder bevat het vaak overdrijvingen (hyperbolen) en complexe metaforen.

## Voorbeelden
Bombast komt vaak voor in diergedichten van De Schoolmeester (Gerrit van der Linde). Algemene voorbeeldzinnen van dit taalgebruik zijn:
- De atleet liet als een vliegend paard, een straaljager gelijk, iedereen, alsof zij niet bewogen, beschamend achter zich.
- De tand des tijds, die altijd alle wonden heelt, zal over deze dooie mus ook wel weer gras laten groeien.